# 吳楚楚
吳楚楚（1947年3月1日—），台灣音樂人，與胡德夫、楊祖珺、楊弦等人同被譽為「第一代民歌手」。淡出螢光幕後，創立飛碟唱片，投身流行音樂市場，並致力於打擊盜版音樂。

## 生平

### 第一代民歌手
1947年3月1日，吳楚楚生於中國漢口。兩歲時，隨著擔任中華民國陸軍情治工作的父親渡臺，後居住在臺北縣新店鎮。高中時期，吳楚楚開始學習吉他，後來考上國立中興大學法商學院（今國立臺北大學）地政系，且於大二當選吉他社社長。服完兵役後，開設吉他教學班授課，並於各西餐廳駐唱。
1974年，吳楚楚在臺北市中山北路「哥倫比亞咖啡廳」結識了同為駐唱歌手的胡德夫、楊弦、李雙澤、韓正皓等人。這些日後開啟臺灣民歌運動的大人物，在此刻仍只是向西洋民謠見習的小歌手。1970年代，中華民國退出聯合國，並與美國斷交；在這樣的時代氛圍之下，迷惘無措圍繞著每一個人，青年學子不知道在這個時代裡自己該處在什麼樣的位置。西方與日本的文化仍是當時主流，在音樂這塊領域也是；臺灣青年缺乏對自身文化的自覺與省思。1977年，在楊弦、李雙澤相繼呼喊出「唱自己的歌」之後，將對本土的關懷與故土的情思融入歌曲的創作，慢慢枝開葉散。在西餐廳駐唱的吳楚楚，以一首自譜楊牧詩作的《歸來》，打動了雲門舞集藝術總監林懷民。林懷民決定為吳楚楚開辦一場演唱會，地點選在臺北市實踐堂。時年三十歲的吳楚楚，在這場「吳楚楚首度演唱會」中發表了自創曲《你的歌》，成為了其代表作之一。
同在1977年，陶曉清邀請了胡德夫、楊弦、吳楚楚等多位歌手，在洪建全教育文化基金會的支助下，發行了三張專輯《我們的歌》；其中所收錄的吳楚楚作品《好了歌》，被認為是「灰色、消沉」，並未通過行政院新聞局的歌曲審查制度。然而《好了歌》在當年度的中國廣播公司「年度歌曲」中獲得了第一名，吳楚楚本人也獲得男歌手第一名。1981年，新創不久的滾石唱片發行了第一張專輯，即是由吳楚楚、潘越雲、李麗芬共同錄製的《三人展》；此張專輯之後，吳楚楚開始減少臺前演唱的機會，轉向幕後製作與音樂行政的發展。

### 音樂事業
1982年，吳楚楚與彭國華、陳大力等人共同創辦飛碟唱片，進軍流行音樂市場。膾炙人口的蘇芮《一樣的月光》、蔡琴《此情可待》，即由飛碟唱片所發行。已成為行政高層的吳楚楚，樂於發掘拉拔年輕人。飛碟新人王傑，以《一場遊戲一場夢》、《忘了你忘了我》兩張專輯，配合其不羈的浪子形象，在短時間內發跡爆紅，可見吳楚楚的商業眼光。陶曉清則認為，吳楚楚如此計畫性的培育新人，頗有遠見。
此時臺灣唱片市場盜版充斥，社會大眾對智慧財產權所知甚少，造成唱片公司與歌手權益受損。有鑑於此，吳楚楚決心打擊盜版。1985年，吳楚楚結合業界成立反盜版小組；隔年，吳楚楚聯合十二家唱片公司，共同成立了「財團法人國際唱片業交流基金會」(IFPI Members' Foundation in Taiwan)。1989年，在吳楚楚奔走之下，「中華民國錄音著作權人協會」(ARCO)成立，吳楚楚當選首屆理事長。1990年，吳楚楚號召業界舉辦了「321反盜版大遊行」。1994年，「中華音樂詞曲仲介協會」(AMPI)成立。1999年，「中華音樂著作權仲介協會」(MUST)成立，吳楚楚當選首屆理事長。面對盜版，吳楚楚絕不妥協，有侵權行為就是「法院見」。這種強硬的作風，在吳楚楚統合了業界反盜版的方向後，確實有效的降低盜版行為。不畏懼來自各方的威迫恐嚇，「這件事我的立場穩得很，誰該怕誰呢？」吳楚楚說。
1999年，吳楚楚、陳大力與陳秀男共同創立擎天娛樂。
2003年，吳楚楚籌備推動「民歌30年」系列活動，並於2004年6月舉辦「民歌30演唱會」。2005年，吳楚楚榮獲第16屆金曲獎特別貢獻獎。從民歌運動時代到三十年後的現代，吳楚楚無時無刻用自己的方式來促進臺灣音樂界。
2022年，仍活躍於台北現場音樂酒吧 Oldie Goodie Live Bar，樂團「清清楚楚」隔周二演出，僅演出曲目多無變動。

## 資料來源
- 文建會台灣大百科全書：吳楚楚[永久]
- 蕭容慧，「星光依然燦爛--活躍幕後的民歌手」（页面存档备份，存于）
- Oldie Goodie Live Bar （页面存档备份，存于） on Facebook

1. ↑  . Rti 中央廣播電臺.   [2023-10-16]. （原始内容存档于2023-11-03） （中文（臺灣））.
2. 1 2 3 4  中華民國文化部. . memory.culture.tw.   [2023-10-16] （中文（臺灣））.
3. 1 2  自由時報電子報. . ent.ltn.com.tw. 2005-05-29  [2023-10-16]. （原始内容存档于2023-11-03）.
4. ↑  中央通訊社. . 中央社 CNA. 2023-05-24  [2023-10-16]. （原始内容存档于2023-11-03） （中文（臺灣））.
5. ↑  . www.hitoradio.com.   [2023-10-16]. （原始内容存档于2023-11-03）.
6. ↑  . BBC News 中文.   [2023-10-16]. （原始内容存档于2023-11-03） （中文（繁體））.
7. ↑  新聞, PChome Online. . PChome Online 新聞. 2011-11-01  [2023-10-16]. （原始内容存档于2023-11-03）.
8. ↑  國立臺灣歷史博物館典藏網; ArticleSample3. . 國立臺灣歷史博物館典藏網. 2019-07-19  [2023-10-16]. （原始内容存档于2023-11-03）.
9. ↑  國際化,雙語編排,文化整合,全球華人的雜誌, 台灣光華雜誌 Taiwan Panorama |. . 台灣光華雜誌 Taiwan Panorama | 國際化,雙語編排,文化整合,全球華人的雜誌.   [2023-10-16] （中文（臺灣））.
10. ↑  . 放言Fount Media.   [2023-10-16]. （原始内容存档于2023-11-03）.
11. ↑  方, 素惠. . 天下財經週報. 1988-11-01 –天下財經週報.
12. 1 2  . 大紀元 www.epochtimes.com. 2005-05-28  [2023-10-16] （中文（繁體））.
13. ↑  李, 姿儀.  (PDF). 國立台灣大學理學院地理環境資源學系. 2016-08: 100 –國立台灣大學理學院地理環境資源學系.
14. ↑  . www.twincn.com.   [2023-10-16] （中文（臺灣））.
15. ↑  . www.hitoradio.com.   [2023-10-16].
16. ↑  . 閃亮的年代Yesterday Once More_公共電視.   [2023-10-16] （英语）.